# Rivière Solitaire
Pour les articles homonymes, voir Solitaire.
La rivière Solitaire est un affluent du lac Rémigny, coulant dans le territoire des villes de Rouyn-Noranda, dans la région administrative du Abitibi-Témiscamingue, au Québec, au Canada.
La foresterie et l’agriculture constituent les principales activités économiques du secteur ; les activités récréotouristiques sont en second.
Annuellement, la surface de la rivière est généralement gelée de la mi-novembre à la fin avril, néanmoins, la période de circulation sécuritaire sur la glace est habituellement de la mi-décembre au début d’avril.

## Géographie
Les bassins versants voisins de la rivière Solitaire sont :
- côté nord : lac Fréchette, lac Opasatica, lac Provancher (Rouyn-Noranda) ;
- côté est : rivière des Outaouais, lac Rémigny ;
- côté sud : lac Rémigny, lac des Quinze (Témiscamingue), rivière des Outaouais ;
- côté ouest : rivière des Outaouais, lac Opasatica, rivière Granville.

La rivière Solitaire prend sa source sur la rive est de la Baie Solitaire du lac Opasatica (longueur : 34,0 km ; altitude : 266 m) dans la partie sud de la ville de Rouyn-Noranda. L’embouchure de ce lac est située à 7,0 km de l’embouchure de cette même rivière.
À partir de sa source, la rivière Solitaire coule sur environ 12,1 km selon les segments suivants :
- 3,0 km vers le sud-est traversant en zone agricole et forestière, jusqu’au pont de la route 391 au village de Rollet ;
- 1,1 km vers le sud-est en traversant le village de Rollet, jusqu’au Cours d’eau Farlette (venant du sud) ;
- 8,0 km vers le nord-est en traversant en zones forestières ou agricoles, jusqu’à son embouchure[1].

La rivière Solitaire se déverse sur la rive ouest du lac Rémigny. Cette embouchure est située à :
- 18,3 km au nord du pont du village de Rémigny qui correspond à la confluence du lac Rémigny et du lac des Quinze ;
- 26,0 km à l'est de la limite de l’Ontario ;
- 37,1 km au sud du centre-ville de Rouyn-Noranda ;
- 7,0 km à l'est de l’embouchure du lac Mourier[1].

## Toponymie
Cet hydronyme est indiqué dans le Dictionnaire des Rivières et Lacs de la Province de Québec de 1925. Le terme « Solitaire » est associé une baie du lac Opasatica, à la rivière et à un chemin.
Le toponyme rivière Solitaire a été officialisé le 5 décembre 1968 à la Commission de toponymie du Québec, soit à la création de la commission.